# Brieffachwerk

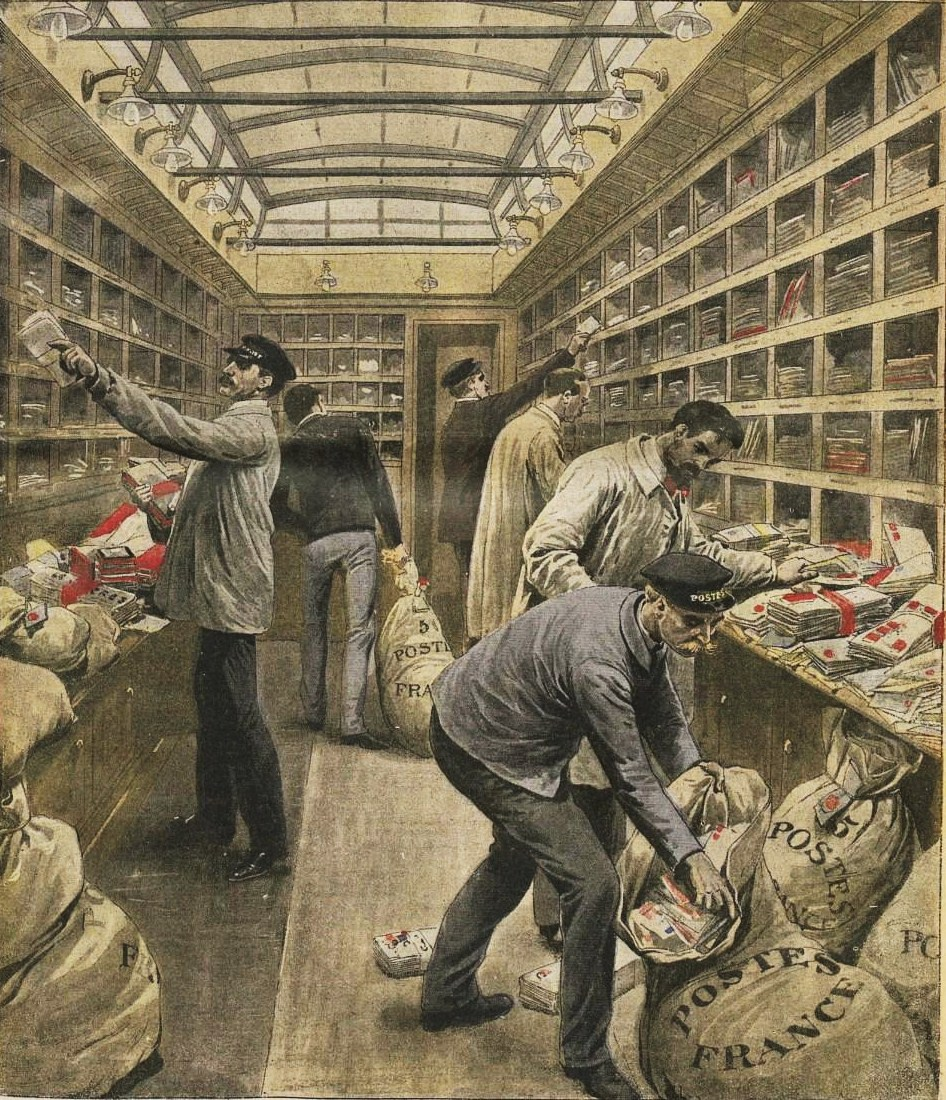
Brieffachwerke in einem Bahnpostwagen (Frankreich, 1909)

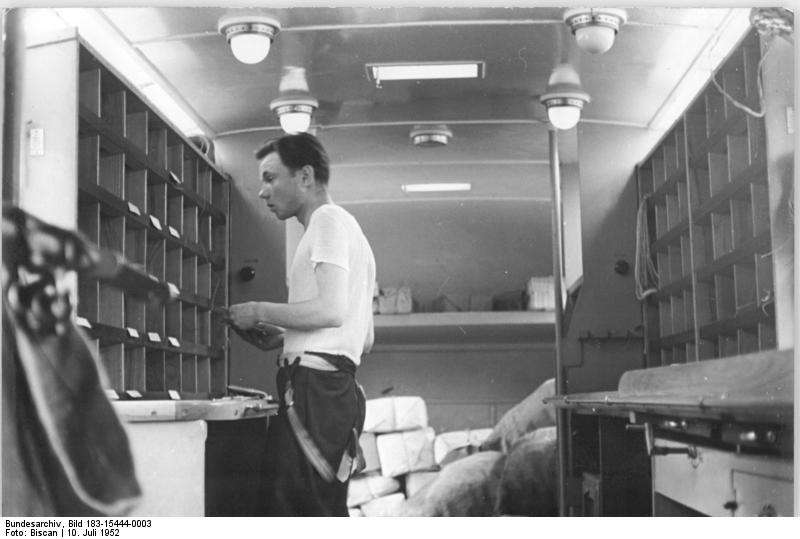
Brieffachwerke in einem Bus mit Überlandpost mit Umarbeitung (DDR 1952)

Ein Brieffachwerk oder Postsortierspind ist eine Fachanlage zur manuellen Verteilung der Briefe etc. auf die einzelnen Postkurse. 
Brieffachwerke waren bei der Post überall dort zu finden, wo Post sortiert wurde. So gehörten sie auch zur üblichen Einrichtung von Bahnpostwagen und ÜpU-Bussen (Überlandpost mit Umarbeitung). Manche Fachwerke waren nach einem feststehenden Schema beschriftet, häufig oblag die Beschriftung der Fachwerke aber auch den jeweiligen Postbeamten. Da umso detaillierter sortiert werden kann, je mehr Fachwerke zur Verfügung stehen, wurden Sortiereinrichtungen dahingehend optimiert, möglichst viele Fächer zu enthalten. Bei beengten Raumverhältnissen, z. B. in Bahnpostwagen, waren manche Fachwerke als klappbare Durchgangstüren u. ä. gestaltet. Da heute die Bearbeitung von Briefpost nur noch in stationären, automatisierten Briefzentren erfolgt, sind Verteilfachwerke dort nur noch  für die Handsortierung nicht maschinenfähiger Sendungen und in den Vorbereitungszentren und Zustellstützpunkten, zur Sortierung der eingegangenen Post nach Zustellbezirken und Gangfolge, zu finden.